# Именительный падеж
Имени́тельный паде́ж, номинати́в (лат. casus nominativus) — один из базовых падежей в языках номинативного строя; обычно этот падеж кодирует агенс, в синтаксических терминах часто являющийся подлежащим.

## В индоевропейских языках
В индоевропейских языках именительный падеж также обычно употребляется для именной части сказуемого при глаголах со значением «быть» (а также, во многих языках, «становиться», «казаться», «считаться», «рождаться», «умирать» и т. п.):
- Русский: Квадрат — это прямоугольник, все стороны которого равны
- Латинский: Homo homini lupus est («Человек человеку волк»)
- Литовский: Aš esu studentas («Я — студент»)

В латыни эта конструкция носит название nominativus duplex.

## В латинском языке
Приведены окончания для единственного числа.
1 склонение оканчивается на -a (aqua).
2 склонение оканчивается на -us,-er, -ir, -um (lupus, puer, vir, verbum).
3 склонение оканчивается на -s или имеет нулевое окончание (hiems, caput). Часто, даже при отсутствии окончания, форма именительного падежа отличается от чистой основы (Nom. Sermo, но основа sermon-).
4 склонение оканчивается на -us, -u (fructus, cornu).
5 склонение оканчивается на -es (dies).

## В чувашском языке
В чувашском языке слово в именительном падеже употребляется в качестве следующих членов предложения:
1. Подлежащее: Куç хăрать те ал тăвать («Глаза боятся, а руки делают»).
2. Сказуемое или именная часть сказуемого: Унăн йăмăкĕ — экономист («Его младшая сестра — экономист»).
3. Определение: чул çурт («каменный дом»; чул — «камень»); кĕмĕл вăчăра («серебряная цепочка»; кĕмĕл — «серебро»).
4. Прямое дополнение: кофе ĕçĕр («пейте кофе»)[1].

## В русском языке
В русском языке в именительном падеже стоят имена, выполняющие роль подлежащего в предложении, лица, выполняющего действие, агента. Это отличает именительный падеж от прочих, косвенных падежей.